# Droga krajowa nr 165 (Kostaryka)
Droga krajowa nr 165 (hiszp. Ruta Nacional Secundaria 165/Ruta 165) – jedna z dróg krajowych w Kostaryce. Znajduje się ona w prowincji Guanacaste.

## Opis
W prowincji Guanacaste droga krajowa nr 165 przebiega przez kanton Bagaces (przez dystrykty Bagaces, La Fortuna i Mogote).